# Dmitrij Fiediczkin (1885–1966)
Dmitrij Iwanowicz Fiediczkin, ros. Дмитрий Иванович Федичкин (ur. 28 stycznia?/9 lutego 1885 w Tambowie, zm. 24 października 1966 w San Francisco) – rosyjski wojskowy (pułkownik), jeden z przywódców powstania iżewsko-wotkińskiego w II poł. 1918.

## Życiorys
W 1902 r. ukończył szkołę realną w Orenburgu. Od lutego 1903 r. służył w orłowskim batalionie zapasowym. Uczestniczył w wojnie rosyjsko-japońskiej w latach 1904–1905; 3-krotnie był ranny. Został odznaczony Orderem Św. Jerzego IV klasy. W bitwie pod Mukdenem dostał się do niewoli japońskiej. 13 marca 1906 r. powrócił do Rosji. Ukończył szkołę junkierską piechoty w Kazaniu. Służył jako podporucznik w 6 zakaspijskim batalionie strzeleckim. Od 10 czerwca 1911 r. był porucznikiem w 13 turkiestańskim pułku strzeleckim. Brał udział w I wojnie światowej na froncie kaukaskim. Od 1916 r. dowodził kompanią pułku. Ponownie odznaczono go Orderem Św. Jerzego 4 klasy. Doszedł do stopnia kapitana. 29 października 1917 r. został zwolniony ze służby wojskowej, po czym przyjechał do Ufy. Wiosną 1918 r. należał do białogwardyjskiej organizacji antybolszewickiej w Kazaniu. Po jej rozbiciu przybył do Iżewska. Po zwycięstwie powstańców nad bolszewikami i zajęciu miasta 8 sierpnia 1918 r., został wyznaczony na dowódcę nowo formowanej Iżewskiej Armii Ludowej, a następnie głównodowodzącego powstańczych sił zbrojnych Kraju Prikamskiego. 20 października tego roku, po konflikcie z politycznymi władzami powstańczymi, został zwolniony z zajmowanych funkcji. Na pocz. listopada uczestniczył w ostatnich walkach pod Iżewskiem, po czym przedostał się do Ufy, gdzie wstąpił do Armii Syberyjskiej. 3 grudnia został komendantem garnizonu Tomska. Odkomenderowany do Iżewska po zdobyciu go przez wojska białych w maju 1919. Od 1 czerwca tego roku w stopniu pułkownika był zastępcą dowódcy iżewskiej dywizji strzeleckiej. Podczas odwrotu wojsk białych uczestniczył w tzw. Wielkim Syberyjskim Marszu Lodowym przez zamarznięte Jezioro Bajkał na Zabajkale. W 1921 r. przeszedł do Mandżurii. Na emigracji zamieszkał w USA.